# Kitaro Nishida

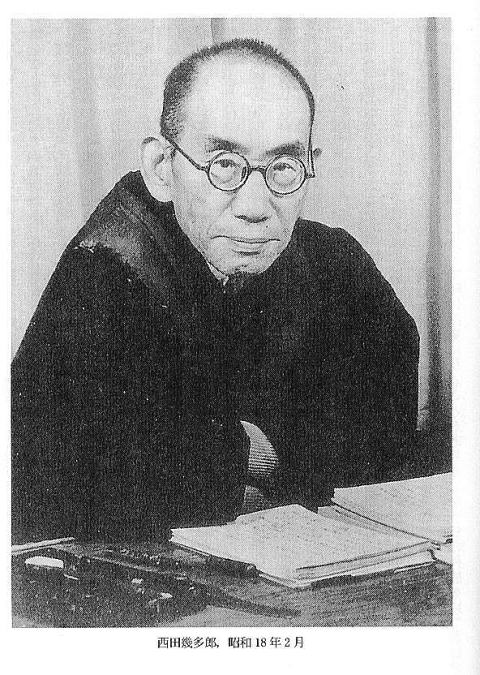
Kitaro Nishida in februari 1943

Kitaro Nishida (西田 幾多郎 Nishida Kitarō; Mori, 19 mei 1870 – 7 juni 1945) was de belangrijkste en invloedrijkste Japanse filosoof van de 20e eeuw. Zijn gedachtegoed wordt de 'School van Kyoto' genoemd.

## Biografie
Nishida werd geboren op 19 mei 1870 in het dorpje Mori, gelegen aan de Japanse Zee. Mori ligt juist ten noorden van Kanazawa, een stad die nu Nishida's archieven bewaart en een museum aan hem heeft gewijd.
Nishida groeide op in de vroege jaren van het Meiji-regime (1868-1912), toen Japan zich na twee en een halve eeuw isolatie terug openstelde voor de wereld en als gevolg daarvan een revolutionaire europeanisatie van zijn politieke, educatieve en culturele instellingen meemaakte. In zijn vroege jeugd onderging Nishida deze moderniserende invloed in de vorm van een strenge, vaak onderdrukkende schoolcultuur die onvoorwaardelijke gehoorzaamheid aan de keizer eiste, en op een positieve wijze als een bevrijdende kennismaking met de progressieve ideeën van de Japanse Verlichting die de westerse filosofie in Japan had geïntroduceerd.
In het secundair onderwijs bestudeerde Nishida de Chinese confucianistische, neoconfucianistische en taoïstische klassieken. Hij leerde ook Engels en Duits lezen, blonk uit in wiskunde en trachtte voor korte tijd de werken van Kant en Hegel te doorgronden. Hij vormde daar ook een levenslange vriendschap met een andere student die D.T. Suzuki heette, en verliet samen met hem de hogeschool in 1890. Hij werd als beperkte status-student toegelaten tot de Keizerlijke Universiteit van Tokio en bestudeerde Immanuel Kant, G.W.F. Hegel en Arthur Schopenhauer onder leiding van de eerste filosofieprofessoren van Japan.
Hij studeerde af in 1884 met een thesis over Humes "Theory of causation", trouwde en kreeg leerstoelen aangeboden op verschillende hogescholen en universiteiten. Gedurende het volgende decennium publiceerde hij, ondanks een druk gezinsleven en de lessen Duits die hij aan studenten gaf, enkele filosofische essays. Zijn belangstelling ging in die tijd echter vooral uit naar de praktijk van de meditatie die hij van zenmeesters in Kyoto leerde. Met "Een Onderzoek naar het Goede" begon hij in 1905 en op basis van dat werk verkreeg hij in 1910 een aanstelling op de Keizerlijke Universiteit van Kyoto, waar hij vier jaar later professor in de filosofie werd.

## Werk

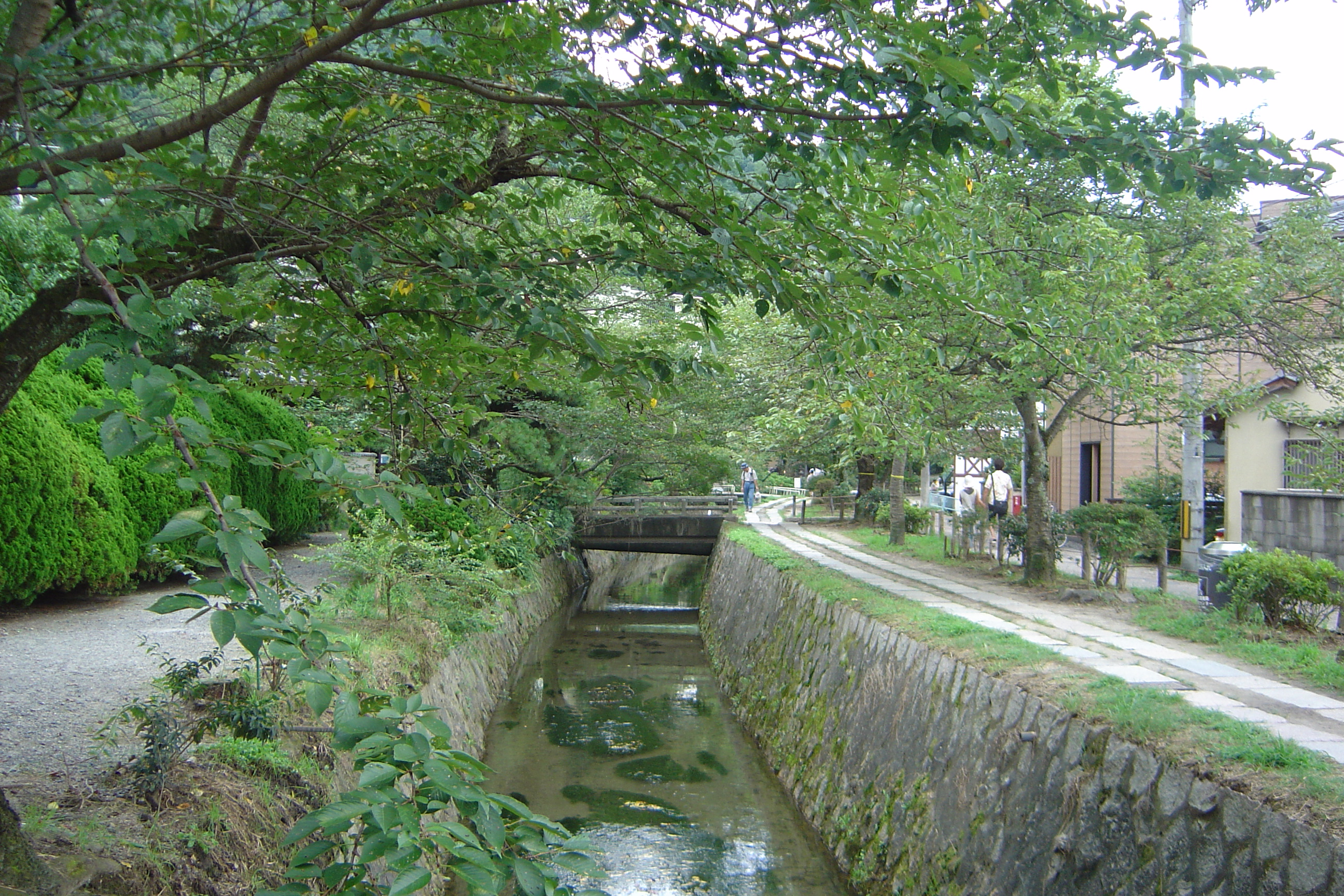
Het naar Nishida vernoemde 'Filosofenpad'

Zijn werk is in vele opzichten baanbrekend: het maakte Japan bekend met de creatieve discipline van de filosofie zoals die in Europa en Noord-Amerika wordt beoefend. Ook verrijkte het deze discipline door de Anglo-Europese filosofie te vermengen met Aziatisch gedachtegoed; het verschafte een nieuwe basis voor de filosofische behandeling van het Oost-Aziatische boeddhistische denken. Bovendien produceerde het nieuwe theorieën over het Zelf en de Wereld, met verrijkende mogelijkheden voor het hedendaags filosoferen.
Het lezen van Nishida's werk is echter wel frustrerend door zijn herhalende en vaak obscure stijl, en zijn steeds abstractere formuleringen en gedetailleerde maar op niets uitlopende onderzoeken. Eens zei Nishida over zijn werk: "Ik ben altijd al een gouddelver geweest; ik ben er echter nooit toe gekomen om het te verfijnen" (Nishida, 1958, Voorwoord). Een beknopte voorstelling van zijn verwezenlijkingen zal daarom zorgvuldige selectie, interpretatie en verheldering behoeven.

### Nishida's filosofie

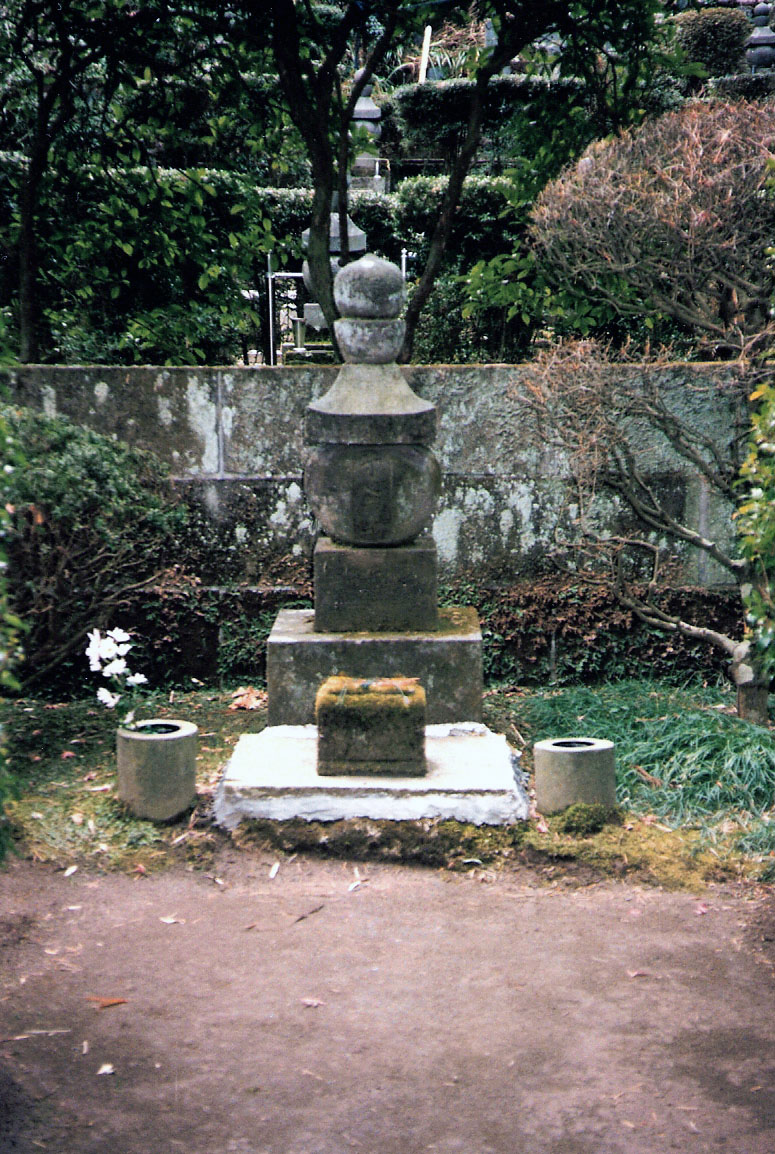
Het graf van Nishida in Kamakura

Nishida's originele en creatieve filosofie integreerde zowel Zen als westerse filosofie en was ook bedoeld om Oost en West nader tot elkaar te brengen. In de loop van zijn leven publiceerde Nishida een aantal boeken en essays, waaronder "Een Onderzoek naar het Goede" en "De Logica van de Plaats van het Niets en de Religieuze Wereldbeschouwing". De betekenis van zijn leven ligt vooral in de oprichting van de Kyoto School van Filosofie en de inspiratie die hij zijn studenten naliet door middel van zijn originele gedachtegoed.
Het beroemdste concept in Nishida's filosofie is de logica van basho (Japans:場所 ; gewoonlijk vertaald als 'plaats' of
topos). Deze niet-dualistische, concrete logica, bedoeld om de ontoereikendheid van het onderscheid object-subject te overwinnen die zo essentieel is in de subjectlogica van Aristoteles en in de predicatenlogica van Kant, door de bevestiging van wat hij noemt "een absoluut contradictorische zelf-identiteit", een dynamische spanning van tegengestelden die, anders dan bij Hegels dialectische logica, niet oplost in een synthese maar eerder zijn eigen subject definieert door de spanning tussen bevestiging en ontkenning als tegengestelde polen of perspectieven vast te houden.

### Invloeden
Nishida is zelf beïnvloed door Henri Bergson, William James, Kant, Hegel, Josiah Royce en Edmund Husserl.
In hun filosofisch denken beïnvloed door Nishida's werk zijn Hajime Tanabe, Keiji Nishitani, Shin'ichi Hisamatsu, Watsuji Tetsuro, Kuki Shūzō, Shimizu Hiroshi, Morita Shiryu, Kimura Bin en Nakamura Yujiro.